# As Amorosas
As Amorosas é um filme brasileiro de 1968, do gênero drama, dirigido por Walter Hugo Khouri. Nos créditos o operador de câmera é creditado a Rupert Khouri, um pseudônimo de Walter Hugo Khouri.
Este filme foi selecionado para representar o Brasil na entrega do Oscar de melhor filme estrangeiro em 1969, mas não foi indicado. Nesse mesmo ano, participou do Festival Internacional de Cinema de Melbourne.

## Sinopse
Jovem estudante universitário vive em permanente estado de perplexidade e indecisão emocional, o que se reflete em todas as suas atitudes e tomadas de posição frente a vida. De fomação burguesa, vive quase na pobreza, morando em casa de amigos e arranjando dinheiro com pequenos serviços e com empréstimos conseguidos de sua irmã.

## Elenco
| - Paulo José .... Marcelo - Jacqueline Myrna .... Marta - Lílian Lemmertz .... Lena - Anecy Rocha .... Ana - Stênio Garcia - Newton Prado - Inês Knaut - Ana Maria Scavazza - Flávio Porto - Abrahão Farc - Miguel di Pietro | - Mário Fanucchi - Ingrid Holt - Glaucia Maria - Alberto Sestini - Antônio Henrique Ferreira - Clarisse Abujamra - Antônio Peticov - Arnaldo Baptista .... Mutantes - Sérgio Dias .... Mutantes - Rita Lee .... Mutantes - Júlia Lemmertz |